# Kurt Schmied
Kurt Schmied (14. června 1926 – 9. prosince 2007) byl rakouský fotbalový brankář hrající převážně za First Vienna FC a rakouskou fotbalovou reprezentaci.

## Reprezentační kariéra
Za Rakousko debutoval v květnu 1954 proti Walesu. Reprezentoval Rakousko na Mistrovství světa ve fotbale 1954 a znovu v roce 1958. Byl hrdinou čtvrtfinálového zápasu proti Švýcarsku na turnaji v roce 1954, který odehrál navzdory tomu, že utrpěl vysilující úpal. Utkání je často označováno jako „boj s vedrem u Lausanne“, a zůstává pozoruhodné tím, že je zápasem s nejvíce vstřelenými góly v historii mistrovství světa (Rakousko vyhrálo 7:5). Za rakouskou reprezentaci odehrál 38 zápasů.
Schmied zemřel ve Vídni v prosinci 2007.

## Úspěchy
- Rakouská Bundesliga (1):
  - 1955